# John Samuel Foley
John Samuel Foley, né le 5 novembre 1833 à Baltimore (Maryland) et mort le 5 janvier 1918, était un homme d'Église américain. Il fut l'évêque de Détroit de 1888 jusqu'à sa mort en 1918.

## Biographie

### Jeunesse et formation
John Samuel Foley est né à Baltimore en 1833. Il est le fils de Matthew Foley et de Elizabeth Foley (née Murphy), deux immigrants irlandais tous deux originaires d'Enniscorthy dans le comté de Wexford.
Il est le frère aîné de Thomas Foley, qui servit comme de évêque coadjuteur de Chicago de 1870 à 1879.
Après avoir suivi les cours de l'école paroissiale dans sa ville natale, John Samuel Foley se rendit au collège St. Mary où il poursuivit ses études classiques et de philosophie jusqu'en 1850. Il étudia ensuite la théologie au séminaire St. Mary jusqu'en 1853, avant d'être envoyé par l'archevêque Francis Patrick Kenrick poursuivre ses études à Rome à l'athénée pontifical Saint Apollinaire dont il obtint une Licence canonique en théologie en 1857.

### Prêtre dans l'archidiocèse de Baltimore
John Samuel Foley fut ordonné à la prêtrise par le cardinal Costantino Patrizi Naro le 20 décembre 1856 dans la basilique Saint-Jean-de-Latran. Lors de son retour dans le Maryland en novembre 1857, il fut affecté à la paroisse St. Brigid à Baltimore.
Il fut ensuite transféré à l'église Saint Paul d'Ellicott City en 1858, puis à l'église Saint Pierre à Baltimore en tant que curé en 1864. En 1865, il fonda l'église Saint Martin, dont il devint le premier prêtre.
Foley fut aussi principal de la Maison du Bon Pasteur et assista l'archevêque Martin John Spalding dans l'établissement de nouvelles missions et d'écoles et dans le développement d'institutions charitables.
Ami d'enfance du cardinal James Gibbons, il fut secrétaire du troisième concile de Baltimore en 1884 et fut le co-auteur du Catéchisme de Baltimore, qui devint le catéchisme de référence de l'Église catholique aux États-Unis dans la période de 1885 à 1960.
Il fut nommé évêque de Wilmington en 1866, mais son nom fut rejeté par la Congrégation pour la propagation de la foi.

### Évêque de Détroit
Le 11 février 1888, Foley fut désigné évêque de Détroit dans le Michigan par le pape Léon XIII. Il devint le troisième à exercer cette charge après Frederick Rese et Caspar Henry Borgess, et fut le premier évêque de la ville né en Amérique.
Foley fut consacré le 4 novembre 1888 par le cardinal Gibbons, assistés des évêques John Loughlin (en) et d'Edgar Philip Prindle Wadhams (en).
Durant ses années à Détroit, Foley établit un séminaire pour les futurs prêtres d'origine polonaise. Foley mit sur pied la première paroisse pour les fidèles afro-américains en 1911. Il fut témoin durant son épiscopat de l'augmentation démographique rapide de la ville en raison du développement de l'industrie automobile à Détroit. Le nombre de ses fidèles fut multiplié par trois.
Malgré sa popularité, il fut généralement considéré comme un évêque inefficace.
Foley mourut le 5 janvier 1918 à l'âge de 84 ans. Les 30 ans de son épiscopat à Détroit constituent la plus longue durée pour l'heure dans l'histoire de l'archidiocèse.

### liens externes
- Ressource relative à la religion :   - Catholic Hierarchy
- Liste des évêques de Détroit, sur le site officiel de l'archidiocèse de Détroit.
- Archives, sur le site de la Detroit Historical Society